# Parlamento de Rumania
El Parlamento de Rumanía (en rumano: Parlamentul României) es el órgano legislativo de Rumania, compuesto de la Cámara de Diputados (Camera Deputaților), y el Senado (Senat). Su sede es el Palacio del Parlamento de Bucarest, la capital del país.
En 2009, se celebró un referéndum para consultar a la población la posibilidad de convertir el parlamento en un órgano unicameral, con 300 representantes como máximo. A pesar de que el referéndum aprobó esta posibilidad, el resultado no era vinculante, por lo que se requiere un referéndum que mencione explícitamente la modificación de la constitución para realizar la reforma.